# Elíser Quiñones
Elíser Evangelista Quiñones Tenorio (Magüí Payán, Colombia, 7 de noviembre de 1988) futbolista colombiano. Juega como extremo derecho y su equipo actual es el Deportivo Mixco de la Liga Nacional de Guatemala.

## Trayectoria

### Deportes Quindío
Debutó el 18 de julio de 2010 en la victoria de Deportes Quindío frente a La Equidad por 1-0, ingresando por Aldair Murillo a los 69 minutos del tiempo complementario.

### Universitario de Popayán
A inicios del año 2011 es cedido al Universitario de Popayán de la Categoría Primera B del Fútbol Profesional Colombiano. En el equipo de  Popayán permanece seis meses.

### Alianza F.C.
En julio de 2011 se va a Panamá y juega en el Alianza, un club de la capital. Permanece allí durante un año hasta mediados del año 2012.

### Yaracuyanos F.C.
A mediados del año 2012 llega al Yaracuyanos de Venezuela donde disputó la Primera División Venezolana actuando 31 partidos con una racha de 6 goles. Allí permanece un año hasta mediados del año 2013.

### Cúcuta Deportivo
Tras una buena campaña en Yaracuyanos pasa al Cúcuta Deportivo. Disputó 9 partidos dejando 2 goles en total.

### Atlético Huila
El 31 de diciembre de 2013 se confirma su paso al Atlético Huila donde juega 12 partidos y una suma de 2 goles en total. Después de un encuentro se le realiza la prueba antidopaje la cual sale positiva, el jugador cuenta en su versión que fue un medicamento que tomo para reducir masa o peso del cuerpo, tras salir positiva lo sancionan dos años de inactividad y así el Atlético Huila le entrega su pase dejándolo libre.

### Alianza Petrolera
Tras cumplir su sanción de dos años llega el 26 de junio de 2016 al equipo de Barrancabermeja por pedido exclusivo de Jorge Luis Bernal director técnico del equipo quien ya le venía echando ojo al jugador. Debuta el 17 de julio de 2016 frente a Millonarios con derrota 1-0, consigue consolidarse en el equipo siendo figura del mismo y participando 15 partidos con 6 goles su racha más alta como futbolista.

### Millonarios
El 21 de diciembre de 2016 se oficializa su contratación al club embajador Millonarios Fútbol Club, a cambio de US$ 800.000 por el 100% del pase. El 1 de febrero de 2017 debuta en la Copa Libertadores de América, perdiendo el partido de ida de la primera fase por la mínima frente a Atlético Paranaense en Brasil. Su primer gol lo marca el 5 de febrero en la derrota 1-2 frente al Independiente Medellín. Vuelve a marcar el 11 de marzo en la goleada 3 por 0 sobre el América de Cali saliendo como la figura del partido.
Su primer y único gol del 2018 lo hace el 29 de marzo dándole la victoria como visitantes por la mínima sobre el Once Caldas
El 13 de febrero de 2019 marca su primer gol del año dándole al victoria a su club por la mínima sobre Fortaleza CEIF por la Copa Colombia 2019. Por liga marca ante Deportivo Cali de penal. Por la misma vía anota ante Alianza Petrolera el 3 de abril.

## Estadísticas
| Club                                | Temporada           | Liga  | Liga  | Copa Nacional | Copa Nacional | Copa Internacional | Copa Internacional | Total | Total |
| Club                                | Temporada           | Part. | Goles | Part.         | Goles         | Part.              | Goles              | Part. | Goles |
| ----------------------------------- | ------------------- | ----- | ----- | ------------- | ------------- | ------------------ | ------------------ | ----- | ----- |
| Deportes Quindio · Colombia         | 2010                | 6     | 0     | 2             | 0             | -                  | -                  | 8     | 0     |
| Deportes Quindio · Colombia         | Total               | 6     | 0     | 2             | 0             | 0                  | 0                  | 8     | 0     |
| Universitario de Popayán · Colombia | 2011                | 5     | 0     | 2             | 0             | -                  | -                  | 7     | 0     |
| Universitario de Popayán · Colombia | Total               | 5     | 0     | 2             | 0             | 0                  | 0                  | 7     | 0     |
| Alianza FC · Panamá                 | 2012                | 20    | 2     | -             | -             | -                  | -                  | 20    | 2     |
| Alianza FC · Panamá                 | Total               | 20    | 2     | 0             | 0             | 0                  | 0                  | 20    | 2     |
| Yaracuyanos FC · Venezuela          | 2012-13             | 31    | 5     | -             | -             | -                  | -                  | 31    | 5     |
| Yaracuyanos FC · Venezuela          | Total               | 31    | 5     | 0             | 0             | 0                  | 0                  | 31    | 5     |
| Cúcuta Deportivo · Colombia         | 2013                | 9     | 2     | 2             | 0             | -                  | -                  | 11    | 2     |
| Cúcuta Deportivo · Colombia         | Total               | 9     | 2     | 2             | 0             | 0                  | 0                  | 11    | 2     |
| Atlético Huila · Colombia           | 2014                | 12    | 2     | -             | -             | -                  | -                  | 12    | 2     |
| Atlético Huila · Colombia           | Total               | 12    | 2     | 0             | 0             | 0                  | 0                  | 12    | 2     |
| Alianza Petrolera · Colombia        | 2016                | 15    | 6     | -             | -             | -                  | -                  | 15    | 6     |
| Alianza Petrolera · Colombia        | Total               | 15    | 6     | 0             | 0             | 0                  | 0                  | 15    | 6     |
| Millonarios · Colombia              | 2017                | 28    | 2     | 1             | 0             | 2                  | 0                  | 31    | 2     |
| Millonarios · Colombia              | 2018                | 24    | 1     | 4             | 0             | 6                  | 1                  | 34    | 2     |
| Millonarios · Colombia              | 2019                | 24    | 2     | 4             | 2             | -                  | -                  | 28    | 4     |
| Millonarios · Colombia              | 2020                | 10    | 1     | 1             | 0             | 2                  | 1                  | 10    | 2     |
| Millonarios · Colombia              | Total               | 86    | 6     | 10            | 2             | 10                 | 2                  | 106   | 10    |
| Águilas Doradas · Colombia          | 2021                | 17    | 0     | -             | -             | -                  | -                  | 17    | 0     |
| Águilas Doradas · Colombia          | Total               | 17    | 0     | 0             | 0             | 0                  | 0                  | 17    | 0     |
| Atlético Bucaramanga · Colombia     | 2021                | 9     | 1     | 4             | 0             | -                  | -                  | 13    | 1     |
| Atlético Bucaramanga · Colombia     | Total               | 9     | 1     | 4             | 0             | 0                  | 0                  | 13    | 1     |
| CSD Sololá · Guatemala              | 2022                | 10    | 7     | -             | -             | -                  | -                  | 10    | 7     |
| CSD Sololá · Guatemala              | Total               | 10    | 7     | 0             | 0             | 0                  | 0                  | 10    | 7     |
| Comunicaciones · Guatemala          | 2022                | 13    | 1     | -             | -             | 2                  | 0                  | 15    | 1     |
| Comunicaciones · Guatemala          | Total               | 13    | 1     | 0             | 0             | 2                  | 0                  | 15    | 1     |
| Deportivo Achuapa · Guatemala       | 2023                | 24    | 7     | -             | -             | -                  | -                  | 24    | 7     |
| Deportivo Achuapa · Guatemala       | 2023-24             | 30    | 13    | -             | -             | -                  | -                  | 30    | 13    |
| Deportivo Achuapa · Guatemala       | Total               | 54    | 20    | 0             | 0             | 0                  | 0                  | 54    | 20    |
| Deportivo Mixco · Guatemala         | 2024-25             | 33    | 1     | -             | -             | -                  | -                  | 33    | 1     |
| Deportivo Mixco · Guatemala         | Total               | 33    | 1     | 0             | 0             | 0                  | 0                  | 33    | 1     |
| Total en su carrera                 | Total en su carrera | 189   | 22    | 16            | 2             | 8                  | 2                  | 213   | 27    |

## Palmarés

### Campeonatos nacionales
| Título                | Club        | País     | Año  |
| --------------------- | ----------- | -------- | ---- |
| Torneo Finalización   | Millonarios | Colombia | 2017 |
| Superliga de Colombia | Millonarios | Colombia | 2018 |